# Zes liederen op tekst van Drachmann
Zes liederen op tekst van Drachmann is een compositie van Christian Sinding. Sinding wendde zich voor zijn liederen voor een tweede keer naar de dichter Holger Drachmann. Sindings opus 4 (Ranker og roser) kende enig succes, maar Sinding was toen nog student. Deze zes liederen schreef hij toen hij al afgestudeerd was.
De zes liederen:
1. Luften sitred, da Solen gik ned (andante)
2. Paa Stranden skjælver ei det mindste Blad (non troppo lento)
3. Vi lo jo för saa længe (andantino)
4. Jeg hörer i Natten fra stille Skove et Raab (lento e lugubre)
5. Zun af den sagtnende Dönning (allegretto)
6. Som Ingen har Ord for Nattens Skönhed (allegretto)